# Philémon Yang

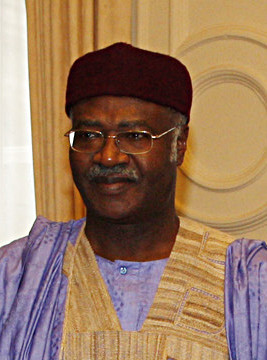
Philémon Yang (2010)

Philémon Yang (* 14. Juni 1947 in Jiketem-Oku, Kamerun) ist ein kamerunischer Politiker.

## Leben
Nach seinem Jurastudium an der Universität Yaoundé war er seit Januar 1975 zunächst Staatsanwalt am Berufungsgericht in Buea. Ein halbes Jahr später wurde er zum stellvertretenden Minister für territoriale Verwaltung ernannt, bevor er schließlich 1979 Minister für Bergbau und Energie wurde. Er verblieb in dieser Position bis 1984 und ging dann als Botschafter seines Landes nach Kanada. Er bekleidete diese Position in Kanada von 1975 bis 2004. Danach war er von 2004 bis 2009 Minister im Präsidialamt. Anschließend war er vom 30. Juni 2009 bis 4. Januar 2019 als Nachfolger von Ephraim Inoni Premierminister von Kamerun.

### UN
Im März 2024 wurde Philémon Yang zum afrikanischen Kandidaten für die Präsidentschaft der 79. Sitzung der Generalversammlung der Vereinten Nationen ernannt. Am 6. Juni 2024 wurde er in das Amt gewählt; die Sitzungsperiode 2024 – 2025 und damit Yangs Präsidentschaft hat am 10. September 2024 begonnen.